# Saxparty 1
Saxparty 1 är ett studioalbum från 1974 utgivet av dansbandet Ingmar Nordströms på skivmärket Frituna.

## Låtlista
1. Partajlåten (Bert Månson) - 3:04
2. Farfars Gamla Slitna Överrock (Gunnar Sandevärn) - 3:20
3. Make This Night Last Forever (James Last) - 2:27
4. Tack, Hej  (Bert Månson) - 3:20
5. Vi Ses Igen (Bert Månson) - 4:15
6. Honey, Honey (Stikkan Anderson, Benny Andersson, Björn Ulvaeus) - 2:50
7. Rena Fina Rut (Gunnar Sandevärn) - 2:36
8. Gamla kära tuffa tuff-tuff-tåget (Bert Månson) - 3:10
9. Goodbye My Love, Goodbye (Klaus Munro, Mario Panas) - 3:35
10. Tchip-Tchip (Terry Rendall, Thomas Werner) - 2:28
11. Only You (Buck Owens) - 2:25
12. Bjud Upp Till En Dans (Bert Månson) - 2:38